# 1106
| [ Edytuj tabelę ]          |                                                                                            |
| Książę Polski              | - 1102 Zbigniew 1107 - 1102 Bolesław Krzywousty 1138                                       |
| Król Angkoru               | - 1080 Dżajawarman VI 1107 - 1101 Nurpatindrawarman III 1113                               |
| Król Anglii                | - 1100 Henryk I 1135                                                                       |
| Król Aragonii i Nawarry    | - 1104 Alfons I Waleczny 1134                                                              |
| Hrabia Barcelony           | - 1082 Rajmund Berengar III Wielki 1131                                                    |
| Książę Bawarii             | - 1101 Welf II 1120                                                                        |
| Książę Burgundii           | - 1102 Hugo II 1143                                                                        |
| Cesarz Bizancjum           | - 1081 Aleksy I Komnen 1118                                                                |
| Cesarz Chin                | - 1100 Song Huizong 1125                                                                   |
| Książę Czech               | - 1101 Borzywoj II 1107                                                                    |
| Król Danii                 | - 1104 Niels Stary 1134                                                                    |
| Władca Egiptu              | - 1101 Al-Amir 1130                                                                        |
| Król Francji               | - 1060 Filip I 1108                                                                        |
| Król Gruzji                | - 1089 Dawid IV Budowniczy 1125                                                            |
| Hrabia Holandii            | - 1091 Floris II Gruby 1121                                                                |
| Cesarz Japonii             | - 1086 Horikawa 1107                                                                       |
| Kalif                      | - 1094 Al-Mustazhir 1118                                                                   |
| Król Kastylii              | - 1072 Alfons VI Kastylijski 1109                                                          |
| Wielki książę Kijowa       | - 1093 Światopełk II Michał 1113                                                           |
| Patriarcha Konstantynopola | - 1084 Mikołaj III Gramatyk 1111                                                           |
| Władca Korei               | - 1105 Yejong 1122                                                                         |
| Państwo Almorawidów        | - 1070 Jusuf ibn Taszfin 1106 - 1106 Ali ibn Jusuf 1143                                    |
| Król Norwegii              | - 1103 Olaf Magnusson 1115 - 1103 Eystein I Magnusson 1123 - 1103 Sigurd I Krzyżowiec 1130 |
| Książę Obodrzyców          | - 1093 Henryk Gotszalkowic 1127                                                            |
| Hrabia Palatynatu          | - 1095 Zygfryd z Ballenstadt 1113                                                          |
| Papież                     | - 1099 Paschalis II 1118 - 1105 antypapież Sylwester IV 1111                               |
| Hrabia Portugalii          | - 1093 Henryk Burgundzki 1112                                                              |
| Sułtan Rumu                | - 1086 Kilidż Arslan I 1107                                                                |
| Książę Saksonii            | - 1072 Magnus 1106 - 1106 Lotar III 1127                                                   |
| Sułtan Wielkich Seldżuków  | - 1104 Mohammad Tapar 1118                                                                 |
| Król Szkocji               | - 1097 Edgar 1107                                                                          |
| Król Szwecji               | - 1083 Inge I Starszy 1110                                                                 |
| Doża Wenecji               | - 1102 Ordelafo Faliero 1117                                                               |
| Król Węgier                | - 1095 Koloman Uczony 1116                                                                 |

Rok 1106 / MCVI
stulecia: XI wiek ~
XII wiek ~
XIII wiek

lata: 1096 «
1101 «
1102 «
1103 «
1104 «
1105 «
1106
» 1107
» 1108
» 1109
» 1110
» 1111
» 1116

## Wydarzenia w Polsce
- Wojna pomiędzy braćmi: Bolesławem III a Zbigniewem. Zbigniew nie popierał zdobywczej polityki Krzywoustego, a nawet sprzymierzył się z Pomorzanami i Czechami. Bolesław Krzywousty pozbawił Zbigniewa władzy nad Wielkopolską i pozostawił mu tylko Mazowsze, ale już jako zwykłe lenno rycerskie, a nie księstwo. Wkrótce wygnał go i z tej dzielnicy.

## Wydarzenia na świecie
- 2 lutego – pojawiła się kometa X/1106 C1.
- 22 marca – wojska króla niemieckiego Henryka V zostały rozbite przez Lotaryńczyków w bitwie pod Visé.

- Filip I zrezygnował z biskupiej inwestytury.
- Henryk I pokonał księcia Normandii Roberta i włączył jego księstwo do swojego królestwa.
- Henryk V uznany powszechnie za króla Niemiec.

## Zmarli
- sierpień – Henryk IV (ur. 1050)
- Li Gonglin – malarz chiński (ur. 1040)